# Tyra Caterina Grant
Tyra Caterina Grant (* 12. März 2008 in Bordighera, Italien) ist eine US-amerikanisch-italienische Tennisspielerin.

## Karriere
Grant spielt bislang überwiegend auf Turnieren der ITF Women’s World Tennis Tour, bei denen sie bislang je zwei Titel im Einzel und im Doppel gewonnen hat.
Im Dezember 2022 gewann Grant zusammen mit Iva Jovic den Doppeltitel beim Orange Bowl in Miami Beach.
2023 gewann sie als Fünfzehnjährige den Titel im Juniorinnendoppel der French Open zusammen mit ihrer Partnerin Clervie Ngounoue gegen die topgesetzten Alina Kornejewa und Sara Saito. Für das Hauptfeld im Juniorinneneinzel konnte sie sich ebenfalls qualifizieren, scheiterte aber in der ersten Runde gegen Renáta Jamrichová mit 4:6 und 4:6. In Wimbledon verlor sie im Juniorinneneinzel nach einem 6:1 und 6:3 Auftaktsieg gegen Darja Šuvirđonkova in der zweiten Runde gegen Greta Greco Lucchina, da sie wegen einer Verletzung nicht antreten konnte. Im Juniorinnendoppel war sie mit Partnerin Clervie Ngounoue an Position vier gesetzt, konnte aber ebenfalls nicht antreten und zog zurück. Bei den US Open schied sie sowohl im Juniorinneneinzel, als auch im Juniorinnendoppel mit ihrer Partnerin Iva Jovic bereits in der ersten Runde aus.

## Persönliches
Grant wurde in Italien geboren und wuchs dort auf. Sie ist die Tochter des ehemaligen amerikanischen Basketballspielers Tyrone Grant, der nach Italien zog und Cinzia Giovinco, ein italienisches Model, heiratete. Sie trainierte an der Riccardo Piatti Academy in Bordighera, bevor sie später nach Orlando, Florida zog, um bei der United States Tennis Association (USTA) zu trainieren. Sie hat einen jüngeren Bruder namens Tyson, der ebenfalls Tennisspieler ist. Ihre Mutter fungiert auch als ihre Managerin. Im Mai 2025 entschied sie sich, künftig für ihr Geburtsland Italien anzutreten.

## Turniersiege

### Einzel
| Nr. | Datum             | Turnier     | Kategorie | Belag             | Finalgegnerin  | Ergebnis      |
| --- | ----------------- | ----------- | --------- | ----------------- | -------------- | ------------- |
| 1.  | 10. März 2024     | Antalya     | ITF W15   | Sand              | Anja Stanković | 6:0, 6:4      |
| 2.  | 30. November 2024 | Wolkenstein | ITF W50   | Hartplatz (Halle) | Stacey Fung    | 3:6, 6:1, 7:5 |

### Doppel
| Nr. | Datum            | Turnier | Kategorie | Belag             | Partnerin          | Finalgegnerinnen                     | Ergebnis |
| --- | ---------------- | ------- | --------- | ----------------- | ------------------ | ------------------------------------ | -------- |
| 1.  | 9. März 2024     | Antalya | ITF W15   | Sand              | Aurora Zantedeschi | Jelysaweta Kotljar Antonina Sushkova | 6:2, 6:2 |
| 2.  | 2. November 2024 | Nantes  | ITF W50   | Hartplatz (Halle) | Camilla Rosatello  | Diāna Marcinkēviča Sada Nahimana     | 6:2, 6:1 |